# Хижниченко, Илья Михайлович
Илья Михайлович Хижниченко (1909—1992) — советский работник сельского хозяйства, агроном, Герой Социалистического Труда.

## Биография
Родился в июле 1909 года.
Работал агрономом, был новатором своего дела. Разработал и внедрил в 1933 году перекрестный посев колосовых культур, получив небывалый урожай. С целью выравнивания поля и уничтожения проростков сорняков, сохранения влаги в почве первым в стране ввел в практику послепосевное довсходовое боронование, яровых, а также безотвальное рыхление почвы под поздние яровые пропашные культуры и пожнивные. Его система борьбы с многолетними корнеотпрысковыми сорняками широко использовалась на Северном Кавказе, как и обработка почвы плугами без отвала под озимые культуры.
Был участником Великой Отечественной войны. После демобилизации работал старшим агрономом конного завода имени С. М. Буденного № 158 Сальского района Ростовской области.
В дальнейшем Илья Михайлович работал главным агрономом Динского районного производственного сельхозуправления Динского района Краснодарского края. Внедрял новейшие сорта ячменя, которые уже в 1970-е годы давали урожайность по 40-50 центнеров с гектара. Занимался получением двух урожаев картофеля в год, рациональным использованием каждого гектара земли. Его статьи «Уборка кукурузы зерновыми комбайнами и хранение зерна в траншеях», «Опыт резкого увеличения производства кормов» публиковались в аграрных журналах «Земледелие», «Кукуруза» и других.
Находился на пенсии, умер.

## Награды
- Указом Президиума Верховного Совета СССР от 29 октября 1948 года за получение высоких урожаев пшеницы и ржи при выполнении конным заводом плана сдачи государству сельскохозяйственных продуктов и плана выходного поголовья лошадей и других видов скота и обеспеченности семенами зерновых культур для весеннего сева 1949 года Хижниченко Илье Михайловичу присвоено звание Героя Социалистического Труда с вручением ордена Ленина и золотой медали «Серп и Молот».
- Также награждён вторым орденом Ленина, орденом Трудового Красного Знамени и медалями.
- Заслуженный агроном РСФСР.